# Siphosturmia rostrata
Siphosturmia rostrata är en tvåvingeart som först beskrevs av Daniel William Coquillett 1895.  Siphosturmia rostrata ingår i släktet Siphosturmia och familjen parasitflugor. Inga underarter finns listade i Catalogue of Life.